# ارابی (لوئیزیانا)
ارابی (به انگلیسی: Arabi) شهری در ایالت لوئیزیانا کشور ایالات متحده آمریکا است که جمعیت آن در سرشماری سال ۲۰۱۰ میلادی، ۳٬۶۳۵ نفر بوده‌است.